# San Rafael Mountains
San Rafael Mountains je pohoří v okrese Santa Barbara County, v Kalifornii, ve Spojených státech amerických. Leží v jihozápadní části Kalifornie, v blízkosti měst Santa Barbara a Los Angeles.
Je součástí horského pásma Transverse Ranges, vyšší jednotkou je pak Pacifické pobřežní pásmo. Nejvyšším vrcholem je Big Pine Mountain s 2 080 m.

## Geografie a vegetace
San Rafael Mountains má z východu na západ největší délku 90 až 100 kilometrů, ze severu k jihu má šířku okolo 25 kilometrů.
Hory jsou strmé a v nižších oblastech se často nachází neproniknutelné keře a křoviska. Ve vlhkých a stinných údolích rostou především dubové lesy a borovice Pinus sabiniana. Většina pohoří je součástí chráněné přírodní oblasti San Rafael Wilderness. Dominantní vrcholy horského pásma tvoří San Rafael Mountain a Big Pine Mountain. Na západě pohoří se nachází chráněné území Sisquoc condor sanctuary, jedno z posledních míst, kde hnízdí vzácní kondoři kalifornští.

## Geologie
Pohoří je tvořeno především sedimentárními a metamorfovanými horninami z období jury (a mladších období).

## Nejvyšší hory
- Big Pine Mountain (2 080 m)
- San Rafael Mountain (2 010 m)
- Madulce Peak (1 993 m)
- Monte Arido (1 833 m)
- Ortega Peak (1 785 m)